# Nie chodź do lasu
Nie chodź do lasu (ang. Don't Go in the Woods lub Don't Go in the Woods... Alone) – horror (backwoods slasher) produkcji USA z 1981 roku.

## Opis fabuły
Film opowiada historię czwórki nastolatków, którzy w pewien letni weekend wybierają się na biwak. Nie wiedzą, że przyjdzie im stanąć oko w oko z psychopatycznym mordercą.

## Obsada
- Jack McClelland – Peter
- Mary Gail Artz – Ingrid
- James P. Hayden – Craig
- Angie Brown – Joanie
- Ken Carter – szeryf
- Tom Drury – morderca